# Parafia św. Katarzyny w Płoskini
Parafia Świętej Katarzyny w Płoskini – rzymskokatolicka parafia dekanatu braniewskiego, przynależącego do archidiecezji warmińskiej. Erygowana w 1 połowie XIV wieku. Mieści się pod numerem 58.